# Udo Lattek
Udo Lattek (Bosemb, 16 januari 1935 – Keulen, 31 januari 2015) was een Duits voetballer en voetbaltrainer. Na Ottmar Hitzfeld was Lattek de meest succesvolle clubtrainer van Duitsland.

## Leven en carrière
Lattek werd geboren in Bosemb (Oost-Pruisen), een plaats die na 1938 Bussen zou heten en na de Tweede Wereldoorlog deel van Polen werd en de naam Boże kreeg.
De uit het meest oostelijke deel van het vroegere Duitse Rijk afkomstige Lattek was onder meer hoofdtrainer van Bayern München, Borussia Mönchengladbach, Borussia Dortmund, FC Barcelona, en Schalke 04. Met Bayern München won hij in de periodes 1970-1975 en 1983-1987 zes keer de Bundesliga, drie keer de DFB-Pokal en de Europacup I in 1974. Beste seizoenen in de Bundesliga met Bayern, waren 1971/72 en 1972/73, met als doelsaldi +63 en +64. Met Borussia Mönchengladbach won hij nogmaals twee Bundesliga-titels en de UEFA Cup in 1979. Met FC Barcelona won Lattek de European Cup Winners Cup in 1982. Na avonturen bij 1.FC Köln en Schalke 04 kondigde de succestrainer officieel in 1992 zijn pensioen aan en ging hij verder als analist en columnist voor televisie en kranten.
In 2000 nam de toen 65-jarige Lattek voor de laatste vijf Bundesligawedstrijden plaats in de dug-out bij zijn oude club Borussia Dortmund en behoedde ze door twee overwinningen, twee gelijkspelen en een nederlaag alsnog voor behoud.
Udo Lattek is een van de drie trainers (samen met Giovanni Trapattoni en José Mourinho) die alle Europacups wisten te winnen. Hij wist dit als enige met drie verschillende clubs te presteren.

## Erelijst
Als trainer
 Bayern München
- Bundesliga: 1971/72, 1972/73, 1973/74, 1984/85, 1985/86, 1986/87
- DFB-Pokal: 1970/71, 1983/84, 1985/86
- Europacup I: 1973/74

 Borussia Mönchengladbach
- Bundesliga: 1975/76, 1976/77
- UEFA Cup: 1978/79

 FC Barcelona
- European Cup Winners Cup: 1981/82

Individueel
- ESPN Beste Trainer aller Tijden (plek 19): 2013
- World Soccer Beste Trainer aller Tijden (plek 36): 2013
- France Football Beste Trainer aller Tijden (plek 30): 2019